# Блэк, Марта
Марта Луиза Мангер Блэк (англ. Martha Louise Munger Black, 24 февраля 1866, Чикаго, Иллинойс — 31 октября 1957, Уайтхорс) — канадский политик. Вторая женщина, избранная в Палату общин Канады.

## Биография
Марта родилась 24 февраля 1866 года в Чикаго, штат Иллинойс, в семье Джорджа и Сьюзан Мангер. Из пяти детей, рождённых её матерью в течение четырёх лет, Марта была единственной, кто выжил. За ней последовали два младших брата и сестры, Джордж-младший и Белль. Её отец потерял прачечный бизнес во время Великого пожара в Чикаго, но начал с огромного успеха, обеспечив Марте комфортное, благополучное детство. Она получила образование в колледже Святой Марии в Индиане, школе, которой управляют Сёстры Святого Креста.
Марта вышла замуж за Уилла Парди в 1887 году. Вместе пара воспитывала двух сыновей, Уоррена и Дональда. Марта и Уилл планировали присоединиться к Клондайкской золотой лихорадке в 1899 году, но Уилл отказался от этой идеи и вместо этого отправился на Гавайи. Марта не присоединилась к Уиллу на Гавайях, решив поехать на Клондайк со своим братом в 1898 году.
В 1898 году она пересекла перевал Чилкут в Канаду, направляясь к золотой лихорадке в Клондайке. Она путешествовала с партией, которую финансировал её отец и возглавлял капитан Эдвард Спенсер. Группа, в которую входили её брат Джордж-младший и двоюродный брат Гарри Пичи, прибыла в Доусон-Сити на лодке 5 августа. Они построили бревенчатый домик, где 31 января 1899 года она родила третьего сына Уилла, Лаймана.
Марта вернулась домой в Чикаго и снова вернулась в Клондайк в 1900 году. Она зарабатывала на жизнь тем, что выставляла заявки на добычу золота и управляла лесопилкой и заводом по дроблению золотой руды. В 1904 году она вышла замуж за Джорджа Блэка, который позже стал комиссаром Юкона с 1912 по 1916 год.
На федеральных выборах 1935 года она была избрана для поездки по Юкону в качестве независимого консерватора вместо своего больного мужа. Она была второй женщиной, избранной в Палату общин Канады.
В 1938 году она опубликовала автобиографию «Мои семьдесят лет». Эта работа была впоследствии обновлена и переиздана при её жизни как «Мои девяносто лет», а затем обновлена посмертно и переиздана в 1998 году как «Марта Блэк: её история от золотых полей Доусона до залов парламента».
Блэк умерла 31 октября 1957 года в Уайтхорсе в возрасте 91 года. Похоронена на городском пионерском кладбище.

## Награды и почести
В 1917 году она стала членом Королевского географического общества за цикл лекций по Юкону, которые она прочитала в Великобритании. В 1946 году она была удостоена звания офицера Ордена Британской империи за её культурный и социальный вклад в Юкон.
В 1986 году в её честь было названо высокопрочное многоцелевое судно береговой охраны Канады «Martha L. Black». Судно плавает в районе Квебека. В 1997 году Почта Канады выпустила в её честь марку стоимостью 0,45 доллара. Её имя носит гора Марта Блэк в Юконе.

## Архивы
В Библиотеке и Архиве Канады есть фонд Марты Блэк. Записи, связанные с Блэк, также хранятся в специальных коллекциях и архивах Университета Уотерлу в рамках фонда Марты Луизы Блэк.